# Катастрофа Fokker F28 в Мраморном море
Катастрофа Fokker F28 в Мраморном море — авиационная катастрофа, произошедшая 30 января 1975 года. Самолёт Fokker F28-1000 Fellowship авиакомпании Turkish Airlines выполнял плановый внутренний пассажирский рейс TK345 по маршруту Измир—Стамбул, но при повторном заходе на посадку в аэропорту назначения упал в Мраморное море. Все находившиеся на борту 42 человека (38 пассажиров и 4 члена экипажа) погибли. Часть обломков самолёта была поднята со дна моря в 2009 году.
Катастрофа стала второй по числу жертв в истории самолёта Fokker F28 и третьей в истории Турции на тот момент.

## Самолёт
Fokker F28-1000 Fellowship (регистрационный номер TC-JAP, серийный 11058) совершил первый полёт 27 сентября 1972 года. На день катастрофы совершил 5062 цикла «взлёт-посадка» и налетал 3713 часов. На борту самолёта находились 38 пассажиров и 4 члена экипажа. При этом на борту находился пассажир без билета, племянник одного из бортпроводников. Поэтому в первоначальных сообщениях число находившихся на борту указывалось как 41, а не 42.

## Хронология событий
Около 18:00 EET (16:00 UTC) рейс 345 вылетел из Стамбула. Самолёт выполнял заход на посадку по приборам на взлётно-посадочную полосу (ВПП) №06 аэропорта Стамбул-Ешилькёй. В 18:39 самолёт коснулся ВПП, но в этот момент в аэропорту произошло отключение электроснабжения, приведшее к отключению огней ВПП, и вынудившее экипаж совершить уход на второй круг. Через 22 секунды после того, как произошло отключение электроснабжения, сработал аварийный генератор и восстановил освещение ВПП. Экипаж принял решение следовать ПВП. В 18:43 экипаж запросил разрешение на посадку, однако получил отказ. На ВПП находился другой самолёт, Boeing 747 авиакомпании Pan American World Airways, готовившийся взлетать. УВД приказало рейсу 345 следовать по удлинённому заходу на посадку. Когда в 18:53 УВД попыталось установить связь с рейсом 345, ответа получено не было.

## Последующие события
Было установлено, что самолёт рухнул в Мраморное море. Родственники жертв постоянно, но безуспешно требовали поднять обломки самолёта и тела погибших со дна моря. Часть хвостовой части фюзеляжа разбившегося лайнера размером 3 на 3 метра и весом 200 килограмм была поднята рыбаками 17 марта 2009 года. Обломки были переданы Turkish Airlines после осмотра Стюартом Клайном, американским авиационным исследователем, проживающим в Турции.